# Listă de conducători de stat din 1917
1913 - 1914 - 1915 - 1916 - 1917 - 1918 - 1919 - 1920 - 1921
Aceasta este o listă a conducătorilor de stat din anul 1917:

## Europa
- Anglia: George al V-lea (rege din dinastia Windsor, 1910-1936)
- Austria: Carol I (împărat din dinastia de Habsburg-Lorena, 1916-1918; totodată, rege al Cehiei, 1916-1918; totodată, rege al Ungariei, 1916-1918)
- Bavaria: Ludovic al III-lea (Leopold Josef Maria Alois Alfred) (rege din dinastia de Wittelsbach, 1913-1918)
- Belgia: Albert I (rege din dinastia Saxa-Coburg, 1909-1934)
- Bulgaria: Ferdinand I (cneaz din dinastia de Saxa-Coburg-Gotha, 1887-1918; țar, din 1908)
- Cehia: Carol I (rege al Cehiei din dinastia de Habsburg-Lorena, 1916-1918; totodată, împărat al Austriei, 1916-1918; totodată, rege al Ungariei, 1916-1918)
- Danemarca: Christian al X-lea (rege din dinastia de Glucksburg, 1912-1947)
- Elveția: Edmund Schulthess (președinte, 1917, 1921, 1928, 1933)
- Franța: Raymond Poincare (președinte, 1913-1920)
- Germania: Wilhelm al II-lea (împărat din dinastia de Hohenzollern, 1888-1918)
- Grecia: Constantin I (rege din dinastia Glucksburg, 1913-1917, 1920-1922) și Alexandru (rege din dinastia Glucksburg, 1917-1920)
- Imperiul otoman: Mehmed al V-lea Reșad (sultan din dinastia Osmană, 1909-1918)
- Italia: Victor Emmanuel al III-lea (rege din dinastia de Savoia, 1900-1946)
- Liechtenstein: Johannes al II-lea cel Bun (principe, 1858-1929)
- Luxemburg: Marie-Adelaide (mare ducesă din dinastia de Nassau, 1912-1919)
- Monaco: Albert (principe, 1889-1922)
- Muntenegru: Nicolae (principe din dinastia Petrovic-Njegos, 1860-1918; rege, din 1910)
- Norvegia: Haakon al VII-lea (rege din dinastia de Glucksburg, 1905-1957)
- Olanda: Wilhelmina (regină din dinastia de Orania-Nassau, 1890-1948)
- Portugalia: Bernardino Luis Machado Guimaraes (președinte, 1915-1917, 1925-1926) și Sidonio Bernardino Cardoso da Silva Pais (președinte, 1917-1918)
- România: Ferdinand I (rege din dinastia Hohenzollern-Sigmaringen, 1914-1927)
- Rusia: Nicolae al II-lea Aleksandrovici (împărat din dinastia Romanov-Holstein-Gottorp, 1894-1917), Lev Borisovici Kamenev (președinte, 1917) și Iakob Mihailovici Sverdlov (președinte, 1917-1919)
- Saxonia: Frederic August al III-lea (Johann Ludwig Karl Gustav Gregor Filip) (rege din dinastia de Wettin, 1904-1918)
- Serbia: Petru I (rege din dinastia Karagheorghevic, 1903-1918; ulterior, rege al Iugoslaviei, 1918-1921)
- Spania: Alfonso al XIII-lea (rege din dinastia de Bourbon, 1886-1931)
- Statul papal: Benedict al XV-lea (papă, 1914-1922)
- Suedia: Gustav al V-lea (rege din dinastia Bernadotte, 1907-1950)
- Ungaria: Carol al IV-lea (rege din dinastia de Habsburg-Lorena, 1916-1918; totodată, împărat al Austriei, 1916-1918; totodată, rege al Cehiei, 1916-1918)

## Africa
- Africa de sud: Sydney Charles Buxton (guvernator general, 1914-1920)
- Bagirmi: Abd ar-Rahman al III-lea Gauranga al II-lea (mbang, 1871-1918)
- Barotse: Yeta al III-lea (sau Litia) (litunga, 1916-1945)
- Benin: Eweka al II-lea (obba, 1914-1933)
- Buganda: Daudi Chwa al II-lea (kabaka, 1897-1939)
- Bunyoro: Duhaga al II-lea (Andrea Bisereko) (mukama din dinastia Bito, 1902-1924)
- Burundi: Mwambutsa al IV-lea Baciricenge (mwami din a patra dinastie, 1915-1966)
- Egipt: Hussein Kamil (sultan, 1914-1917) și Ahmad Fuad I (sultan, 1917-1936; rege, din 1922)
- Ethiopia: Zauditu (Zudito, Judith) (împărăteasă, 1916-1930)
- Imperiul otoman: Mehmed al V-lea Reșad (sultan din dinastia Osmană, 1909-1918)
- Kanem-Bornu: Bukar Garbai (șeic din dinastia Kanembu, 1901-1922)
- Lesotho: Griffith (rege, 1913-1939)
- Liberia: Daniel Edward Howard (președinte, 1912-1919)
- Maroc: Moulay Youssef ibn Hassan (sultan din dinastia Alaouită, 1912-1927)
- Munhumutapa: Chioko (rege din dinastia Munhumutapa, 1887-1917)
- Oyo: Laeigbolu I (rege, 1911-1944)
- Rwanda: Yuhi al V-lea Musinga (rege, 1896-1931)
- Swaziland: Sobhuza al II-lea (Mona) (rege din clanul Ngwane, 1899-1982)
- Tunisia: Muhammad al V-lea ibn Muhammad (II) an-Nasir (bey din dinastia Husseinizilor, 1906-1922)
- Zanzibar: Halifa ibn Harrub (sultan din dinastia Bu Said, 1911-1960)

## Asia

### Orientul Apropiat
- Afghanistan: Habib-Allah Khan (suveran din dinastia Barakzay, 1901-1919)
- Arabia Saudită: Abd al-Aziz al II-lea ibn Abd ar-Rahman ibn Saud (emir, 1902-1953; sultan, din 1917; rege, din 1932)
- Bahrain: Isa I ibn Ali (emir din dinastia al-Khalifah, 1869-1923)
- Iran: Ahmad Mirza (șah din dinastia Kajarilor, 1909-1925)
- Imperiul otoman: Mehmed al V-lea Reșad (sultan din dinastia Osmană, 1909-1918)
- Kuwait: Jabir al II-lea ibn Mubarak (emir din dinastia as-Sabbah, 1915-1917) și Salim ibn Mubarak (emir din dinastia as-Sabbah, 1917-1921)
- Oman: Taimur ibn Faisal (emir din dinastia Bu Said, 1913-1932)
- Qatar: Abdullah ibn Kasim (emir din dinastia at-Thani, 1913-1949)
- Yemen, statul Sanaa: al-Mutauakkil ala-l-lah Yahya ibn Muhammad (imam, 1904-1948; rege, din 1918)

### Orientul Îndepărtat
- Bhutan: Uggyen Wang-chuk (rege din dinastia Wang-Chuk, 1907-1926)
- Brunei: Muhammad Jamal al-Alam al II-lea (sultan, 1906-1924)
- Cambodgea: Sisovath (Prakeo Fra) (rege, 1904-1927)
- China: Li Yuanhong (președinte, 1916-1917, 1922-1923) și Feng Guozhang (președinte, 1917-1918)
- India: Frederick John Napier Thesiger (vicerege, 1916-1921)
- Japonia: Taiso (împărat, 1915-1926)
- Laos, statul Champassak: Chao Nguy (Tiao Ratsadanay) (rege, 1900-1946; guvernator, din 1907)
- Laosul superior: Som Dak Phra Chao Sisavang Vong (rege, 1904-1945; ulterior, rege în Laos, 1945-1959)
- Maldive: Șams ad-Din Muhammad Iskandar (sultan, 1893, 1903-1935)
- Mataram (Jogjakarta): Abd ar-Rahman Amangkubowono al VII-lea (Angabehi) (sultan, 1877-1921)
- Mataram (Surakarta): Pakubowono al X-lea (Witjaksana) (sultan, 1893-1939)
- Mongolia: Bodo Gegen Han Jebtsun Damba Hutuktu (hakan, 1912-1924)
- Nepal, statul Gurkha: Tribhuvana Bir Bikram Jang Bahadur Șah Bahadur Șamșir Jang Deva (rege, 1911-1950, 1951-1955)
- Rusia: Nicolae al II-lea Aleksandrovici (împărat din dinastia Romanov-Holstein-Gottorp, 1894-1917), Lev Borisovici Kamenev (președinte, 1917) și Iakob Mihailovici Sverdlov (președinte, 1917-1919)
- Thailanda, statul Ayutthaya: Pra Mongkut Klao Chaoyuhua (Vajiravudh, Rama al VI-lea) (rege din dinastia Chakri, 1910-1925)
- Tibet: nGag-dbang bLo-bzang Thub-ldan rgya-mtsho (dalai lama, 1876-1933)
- Tibet: Panchen Tup-den Ch'os-kyi Nyi-ma dGe-legs rNam-rgyal (Choskyi Nyima Geleg Namgyal) (panchen lama, 1883-1937)
- Vietnam, statul Annam: Khai Dinh (Nguyen Hoang-Tong) (împărat din dinastia Nguyen, 1916-1925)

## America
- Argentina: Hipolito Yrigoyen (președinte, 1916-1922, 1928-1930)
- Bolivia: Ismael Montes (președinte, 1904-1909, 1913-1917) și Jose N. Gutierrez Guerra (președinte, 1917-1920)
- Brazilia: Wenceslao Bras Pereira Gomes (președinte, 1914-1918)
- Canada: Victor C. W. Cavendish (guvernator general, 1916-1921)
- Chile: Juan Luis Sanfuentes (președinte, 1915-1920)
- Columbia: Jose Vicente Concha (președinte, 1914-1918)
- Costa Rica: Alfredo Gonzalez Flores (președinte, 1914-1917) și Federico Tinoco Granados (președinte, 1917-1919)
- Cuba: Mario Garcia Menocal (președinte, 1913-1921)
- Republica Dominicană: Francisco Henriques y Carvajal (președinte, 1916-1922)
- Ecuador: Alfredo Baquerizo Moreno (președinte, 1916-1920)
- El Salvador: Carlos Melendez (președinte, 1913-1914, 1915-1918)
- Guatemala: Manuel Estrada Cabrera (președinte, 1898-1920)
- Haiti: Philippe Sudre d'Artiguenave (președinte, 1915-1922)
- Honduras: Francisco Beltran (președinte, 1911-1912, 1913, 1916-1919)
- Mexic: Venustiano Carranza (președinte, 1914-1920)
- Nicaragua: Emiliano Chamorro Vargas (președinte, 1917-1920, 1926)
- Panama: Ramon M. Valdes (președinte, 1916-1918)
- Paraguay: Manuel Franco (președinte, 1916-1919)
- Peru: Jose Pardo y Barreda (președinte, 1904-1908, 1915-1919)
- Statele Unite ale Americii: Thomas Woodrow Wilson (președinte, 1913-1921)
- Uruguay: Feliciano A. Viera (președinte, 1915-1919)
- Venezuela: Juan Vicente Gomez (caudillo, 1908-1935)

## Oceania
- Australia: Henry William (guvernator general, 1914-1925)
- Noua Zeelandă: Arthur William de Brito Savile Foljambe (guvernator, 1912-1920; guvernator general, din 1917)
- Tonga: George Tupou al II-lea (rege, 1893-1918)